# Різдвяна пісня (серіал)
«Різдвяна пісня» (англ. A Christmas Carol) — британський мінісеріал у жанрі темного фентезі 2019 року, заснований на однойменній повісті Чарлза Дікенса 1843 року. 22 грудня 2019 року він почав транслюватися на BBC One у Великій Британії та завершився через два дні, 24 грудня 2019 року. Він також транслювався раніше в США на FX Networks з 19 грудня 2019 року протягом трьох ночей, а пізніше був повторений. Серіал із трьох частин написаний Стівеном Найтом, а виконавчими продюсерами є актор Том Гарді та Рідлі Скотт. Ця адаптація мала представити погляд у жанрі темного фентезі на класичну історію, орієнтуючись на дорослу аудиторію. Драма включає розмови дорослих, короткочасне оголення, елементи жахів, наслідки розбещення дітей, примусову проституцію та зображення дитини, що тоне.
Місця зйомок включають Rainham Hall у Східному Лондоні та Lord Leycester Hospital у Ворику. У ролях: Гай Пірс, Енді Серкіс, Стівен Ґрем, Шарлотта Райлі, Джонні Гарріс, Джейсон Флемінг, Вінетт Робінсон та Джо Алвін.

## Сюжет
У цій версії в центрі уваги — лихварі Ебенезер Скрудж та Джейкоб Марлі, які прагнуть викрасти великі активи. Через сім років після смерті Марлі скупий Скрудж обурюється діями людей, що дорожать Різдвом. Вони вважають їх лицемірами, стверджуючи, що краще б люди були такими добрими, як вони себе ведуть, не під час святкового сезону, а протягом усього року. Удома прикажчик Скруджа Боб Кретчіт та його дружина Мері намагаються вижити й виховувати своїх дітей, особливо інваліда Крихітного Тіма.
Марлі воскресає з мертвих як дух, зв'язаний ланцюгами, і стикається з Духом (привидом) минулого Різдва. Він каже Марлі, що не матиме спокою, якщо не допоможе Скруджу заспокоїтися. Марлі відвідує Скруджа та звертає увагу на страждаючих робітників у їхніх шахтах і потогінних фабриках та пояснює, що ланки його ланцюгів представляють життя, втрачені через їхню жадібність. Він попереджає Скруджа, що така ж доля чекає і на нього, якщо він не зверне увагу на трьох духів, які відвідають його напередодні Різдва.
З'являється Дух Минулого Різдва, спочатку прийнявши форму жорстокого батька Скруджа Франкліна, а потім показавши Скруджу його минуле, прийнявши різні образи, включно з Алі Бабою, героєм дитинства Скруджа. Видіння показує дитинство Скруджа в школі-інтернаті, де його змусили залишитися під час різдвяного сезону та зазнали сексуального насильства з боку вчителя. Скрудж дізнається, що його батько знав про розбещення і дозволив це в обмін на те, що вчитель відмовився від плати за відвідування. Сестра Скруджа Лотті одного року врятувала його, сказавши йому, що їхнього батька немає в сім'ї, і, без відома Скруджа, погрожувала застрелити вчителя, якщо той ще раз торкнеться її брата.
Потім Привид показує Скруджу Різдво, під час якого Мері просила Скруджа позичити 30 фунтів стерлінгів, щоб Тім міг зробити операцію, яка врятує життя. Скрудж запропонував віддати їй гроші, якщо вона прийде до нього у квартиру на Різдво. Наступного дня Скрудж змусив Мері зізнатися, що вона готова займатися проституцією, щоб врятувати свою дитину, і спостерігав, як вона роздягається. Потім він сказав, що вона його не цікавить, але хоче побачити, як легко люди не дотримуються моральних принципів заради грошей. Скрудж дав їй гроші та погрожував все розповісти її чоловікові, якщо той не залишить роботу. Принижена Мері сказала Скруджу, що він одного разу побачить «дзеркало», яке покаже йому його справжнє я, заявивши, що як жінка вона має «силу викликати таких духів».
Дух Різдвяного подарунка з'являється в образі давно померлої сестри Скруджа Лотті, матері його племінника Фреда. Вона та Скрудж спостерігають, як родина Кретчітів разом святкує Різдво. Боб оголошує, що вранці звільниться з роботи Скруджа, оскільки він знайшов іншу роботу. Скрудж хоче сказати Мері, що він не розкриє Бобу їхні домовленості, але, відчувши його присутність, Мері говорить йому йти.
Дух Різдвяного Майбутнього постає як людина в чорному із зашитим ротом. Наступного дня Скрудж бачить, що Кретчіт йде у відставку, тепер знаючи, що саме Скрудж зробив Мері. Катаючись на ковзанах по замерзлій водоймі, Тім провалюється під лід і замерзає на смерть. Потім Привид показує Скруджу його власний труп, що лежить самотньо та його ніхто оплакує. Марлі приходить і говорить про спокуту, але Скрудж відмовляється від другого шансу, кажучи, що не заслуговує на прощення і змириться зі своєю долею, якщо тільки Тім залишиться живим.
Марлі повертають до його могили, щоб відпочити, а могила Тіма зникає, коли Скрудж повертається до реальності на Різдво, перед тим, як Кретчіт оголосив про свою відставку. Скрудж відвідує будинок Кретчіта, бажає йому успіхів на новій роботі та дає йому 500 фунтів стерлінгів, оголосивши, що він закриває свій бізнес. Мері дякує Скруджу за гроші, але говорить, що гроші не спокутують її прощення. Він відповідає, що не хоче і не заслужить прощення, а просто працюватиме, щоб бути найкращою людиною, якою він може бути. Він дякує їй за виклик «дзеркала» і, йдучи додому, розкидає повний мішок гравію по ставку, щоб ніхто не міг там кататися. Виглянувши у вікно після того, як він пішов, Мері говорить трьом духам, що попереду ще багато роботи.

## У ролях
- Гай Пірс — Ебенезер Скрудж
- Біллі Барратт — молодий Ебенезер Скрудж
- Енді Серкіс — Дух минулого Різдва
- Стівен Грем — Джейкоб Марлі
- Шарлотта Райлі — Лотті Скрудж / Дух різдвяного подарунка
- Джо Алвін — Боб Кретчіт
- Вінетт Робінсон — Мері Кретчіт
- Джейсон Флемінг — Дух майбутнього Різдва
- Кайван Новак — Алі Баба
- Ленні Раш — Крихітний Тім
- Джонні Гарріс — Франклін Скрудж
- Адам Наґайтіс — Фред, син Лотті

## Виробництво
У листопаді 2017 року було оголошено, що Бі-Бі-Сі замовила нову історію казки Дікенса, а Стівен Найт напише сценарій трисерійного фільму. Виконавчими продюсерами стануть Найт, Том Гарді та Рідлі Скотт.
У січні 2019 року повідомлялося, що Харді також зніметься в серіалі; однак роль, яку він буде грати, не розголошується (Харді не з'явився в остаточній версії). У травні того ж року стало відомо, що Гай Пірс зіграє Скруджа разом із Енді Серкісом, Стівеном Гремом, Шарлоттою Райлі, Джонні Гаррісом, Джо Алвіном, Вінетт Робінсон і Кайваном Новаком. Рутгер Гауер, який спочатку був обраний на роль Духа майбутнього Різдва, захворів надто важко, щоб брати участь у зйомках, і його замінив Джейсон Флемінг (Гауер помер 19 липня 2019 року).
Зйомки серіалу розпочалися в травні 2019 року в Рейнхем-Голлі, спорудженому Національним трастом 1729 року в лондонському районі Гейверінг. Сцени були зняті на Черч-Роу, Хемпстеді та церковному цвинтарі Святого Джона-ат-Гемпстеда також у травні. На початку червня зйомки проходили в лікарні лорда Лейстера у Ворику.

## Епізоди
| № серії | Назва серії                   | Режисер(и) | Сценарист(и) | Оригінальна дата показу                  | Глядачів UK (млн) |
| ------- | ----------------------------- | ---------- | ------------ | ---------------------------------------- | ----------------- |
| 1       | «Розділ перший: Людина-звір»  | Нік Мерфі  | Стівен Найт  | 19 грудня 2019 (FX) 22 грудня 2019 (BBC) | 7.83              |
| 2       | «Розділ другий: Серце людини» | Нік Мерфі  | Стівен Найт  | 19 грудня 2019 (FX) 23 грудня 2019 (BBC) | 6.01              |
| 3       | «Розділ третій: Мішок гравію» | Нік Мерфі  | Стівен Найт  | 19 грудня 2019 (FX) 24 грудня 2019 (BBC) | 5.31              |

У сервісі BBC iPlayer перша серія отримала 1,6 мільйона запитів, друга — 1,03 мільйона запитів, а третя — 900 000 запитів. Це була шоста програма за кількістю переглядів на iPlayer протягом двох різдвяних тижнів з 20 грудня по 2 січня. FX транслював усі три серії 19 грудня в США як один 173-хвилинний фільм. 24 грудня 2021 року Disney також випустив його в міжнародний прокат як 173-хвилинний фільм.

## Реакція

### Рейтинги
Перша серія стала найпопулярнішим телевізійним шоу за весь тиждень, що закінчився 22 грудня у Великій Британії, його подивилися 7 330 443 глядачі протягом семи днів після першої трансляції. Наступні дві серії не потрапили до 15 найкращих трансляцій BBC1 за тиждень, що закінчився 29 грудня, набравши менш як 5 887 097 переглядів глядачів.
За даними Deadline Hollywood, друга серія на BBC One було на 1,4 мільйона менше глядачів; що становить 30 % падіння порівняно з першою серією.

### Критичний прийом
За даними агрегатора рецензій Rotten Tomatoes, 52 % із 25 критиків дали позитивну оцінку серіалу із середньою оцінкою 6,2/10. Критичний консенсус вебсайту звучить так: «Цей радикальний переказ класичної історії Чарльза Дікенса, яка намагається виправдати свій гнітючий тон та оригінальний сюжет, хоча Гай Пірс у своїй ролі намагається відповідати ролі класичного Ебенізера Скруджа» Гра Пірса отримала багато похвал.
Radio Times присвоїло драмі чотири зірки з п'яти й експерти висловили думку, що часом сценарій «здається більш шекспірівським, ніж Дікенсівським». Evening Standard порівняв його з Гострими картузами і високо оцінив гру акторів.
Прийом американських журналів про кіно був менш позитивним. The Hollywood Reporter описав мінісеріал як «розроблений, щоб відштовхнути традиційну базову аудиторію бренду Дікенса, і, ймовірно, не дуже зацікавить більш зрілих глядачів». Салон назвав це «виснажливою адаптацією», назвавши драму «недостатньою для радості й дуже, дуже, дуже довгою про потойбіччя».
Collider дав фільмові дві зірки та визнав, що мінісеріал «безумовно привносить щось нове в перевірену історію», але виявив, що кінцівка «втрачає значення історії та ширшого значення різдвяного сезону».
Нік Аллен з RogerEbert.com також дав йому дві зірки та описав свою думку як «приблизно три безрадісні години перегляду екранізації, творці якої намагаються виправдати свою різкість темного фентезі». AV Club дав йому оцінку C−, відзначивши «невблаганну суворість». Повнометражний серіал доступний для трансляції на Hulu з 2020 року.